# 地狱之门 (雕塑)
《地獄之門》（法語：La Porte de l'Enfer）是由法國藝術家奧古斯特·羅丹創作的雕塑。該雕塑高6公尺，寬4公尺，深1公尺。其作品中包含180個人物，生動地描繪了中世紀意大利詩人但丁·阿利吉耶里所著長詩《神曲》中《地獄篇》的景象。
在羅丹逝世後，後人使用了原本的石膏模型製作了八件青銅作品，這些版本現陳列在法國、美國、瑞士、日本、韓國和墨西哥的博物館中。

## 歷史

### 背景
1871年，在普法戰爭結束後，羅丹流亡到比利時的布魯塞爾。他與雕塑家阿爾貝-歐內斯特·卡里耶-貝洛斯合作，創作了一些裝飾風格甚至學院藝術的作品。
1875年，羅丹前往意大利旅行，並訪問了佛罗伦萨以實現他研究古典雕塑家，特別是米開朗基羅的願望。在這次旅行中，羅丹欣賞了一些作品，包括奧爾維耶托主教座堂和佛罗伦萨圣若翰洗者洗礼堂，該次訪查對於羅丹提供深遠性的影響，更為日後構思《地獄之門》提供著靈感，羅丹觀察的作品包括如下：
- 佛罗伦萨圣若翰洗者洗礼堂：該教堂三扇銅門而聞名，這些銅門是由洛伦佐·吉贝尔蒂（北門和東門）和安德烈亞·皮薩諾製作的。其中該教堂的東門被稱為《天堂之門》，描繪了《舊約》中的十個場景。

- 奧爾維耶托主教座堂：其立面上有洛倫佐·梅塔尼（英语：Lorenzo Maitani）的淺浮雕，代表了創世紀、耶西之樹、新約和末日審判的場景。

1877年，由於羅丹的父親和未被承認的兒子奧古斯特-歐仁·別雷特健康出了問題，因此羅丹帶著他的伴侶蘿絲·貝雷回到了巴黎。同年，他創作了雕塑作品《青銅時代》參與了巴黎沙龍。

### 製作
1880年8月16日，法國教育和美術部長茹费理通過一封信委託羅丹創作《地獄之門》，並通過美術次官埃德蒙·圖奎的一封信與藝術家聯繫。根據委託的條款，羅丹將獲得8000法郎的報酬，以創作一扇「豐富的裝飾，代表但丁·阿利吉耶里《神曲》浮雕的門」。這扇門將作為未來巴黎裝飾藝術博物館的入口，該博物館將效仿倫敦的維多利亞與亞伯特博物館展示工藝美術及應用藝術。原本將建在1871年被毀的舊審計院遺址，然而該博物館最後並未正式成立。浮雕的具體主題則是交由羅丹自由發揮。
因此自1880年開始，羅丹開始不懈的尋找靈感，他最終透過過去對於但丁《地獄篇》的欽佩為發想。幾個月後，他向茹费理宣布：「我已經製作了許多素描和泥巴模型，我認為可以呈現給您欣賞。」《地獄之門》在此時的製作階段對應了幾個草圖，現在保留在巴黎羅丹博物館中，這些草圖記錄了羅丹的最初研究和靈感。根據這些準備工作的草案中，兩個「巨大的人物」將會站在門戶兩側：即亞當和夏娃。
在創作的第一階段，可以清楚地羅丹對於吉贝尔蒂的《天堂之門》的參考；兩者都分為幾個場景，其中包括創世記和地獄的圓形。儘管無法確切地確定羅丹在創作《地獄之門》雕刻或繪畫的確切日期，但可以認為《地獄之門》的製作1883年左右已經有所進展。
羅丹共製作三個《地獄之門》的作品模型：
- 第一個模型於1880年用蠟製成，它展現了羅丹受到吉贝尔蒂作品的靈感，該模型展示了一個裝飾性的框架，每個門扇分為五個面板，不過此時但尚未區分出角色，僅呈現出《地獄之門》的整體結構。

- 第二個模型則集中於楣板和門扇的上半部分，羅丹在此階段已經將幾個人物分成一組，儘管細節很少，但可以將其與其他藝術家的繪畫相關聯。

- 第三個模型則是在1881年創建的，更清晰地展示了羅丹在《地獄之門》青銅版本中將要做出的構圖與分佈位置。於第一個模型的不同之處在於面板元素被捨棄，並展示了更多裝飾柱和楣板。此外，後世流傳的羅丹名作中許多都源自於《地獄之門》，包括《沉思者》、《吻》和《烏戈利諾和他的兒子們》。

1881年12月11日，羅丹宣布他計劃將了《地獄之門》分為五個部分鑄造：包括兩個壁柱、一個柱頂或鼓室，1884年，羅丹完成了《地獄之門》的第一次總裝，並向官方提供了石膏模型。不幸的是，羅丹無法在1880年世界博覽會上按時完成了《地獄之門》，因此他在1890年代停止進行了《地獄之門》的製作工作。

## 靈感
透過我，通往痛苦之城的道路，

透過我，通往永恆之苦的道路，

 透過我，通往失落之人之間的道路。 

正義激勵我的高超藝匠； 

我的造物主是神聖的權威， 

是最高的智慧和原初的愛。 

在我之前，只有永恆的事物被創造， 

而我將永遠存在。 

放棄一切希望，凡進入此處者。

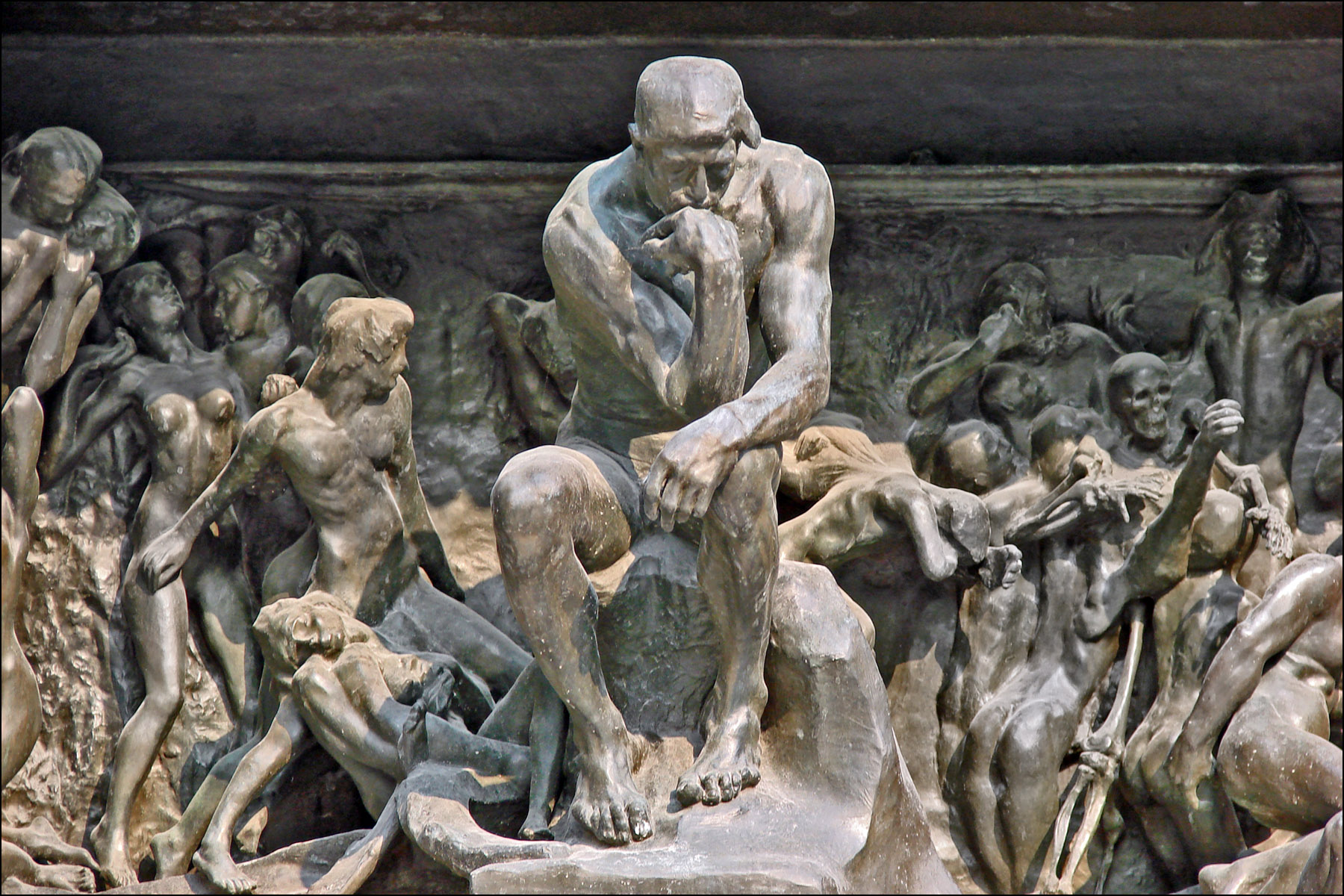
《沉思者》

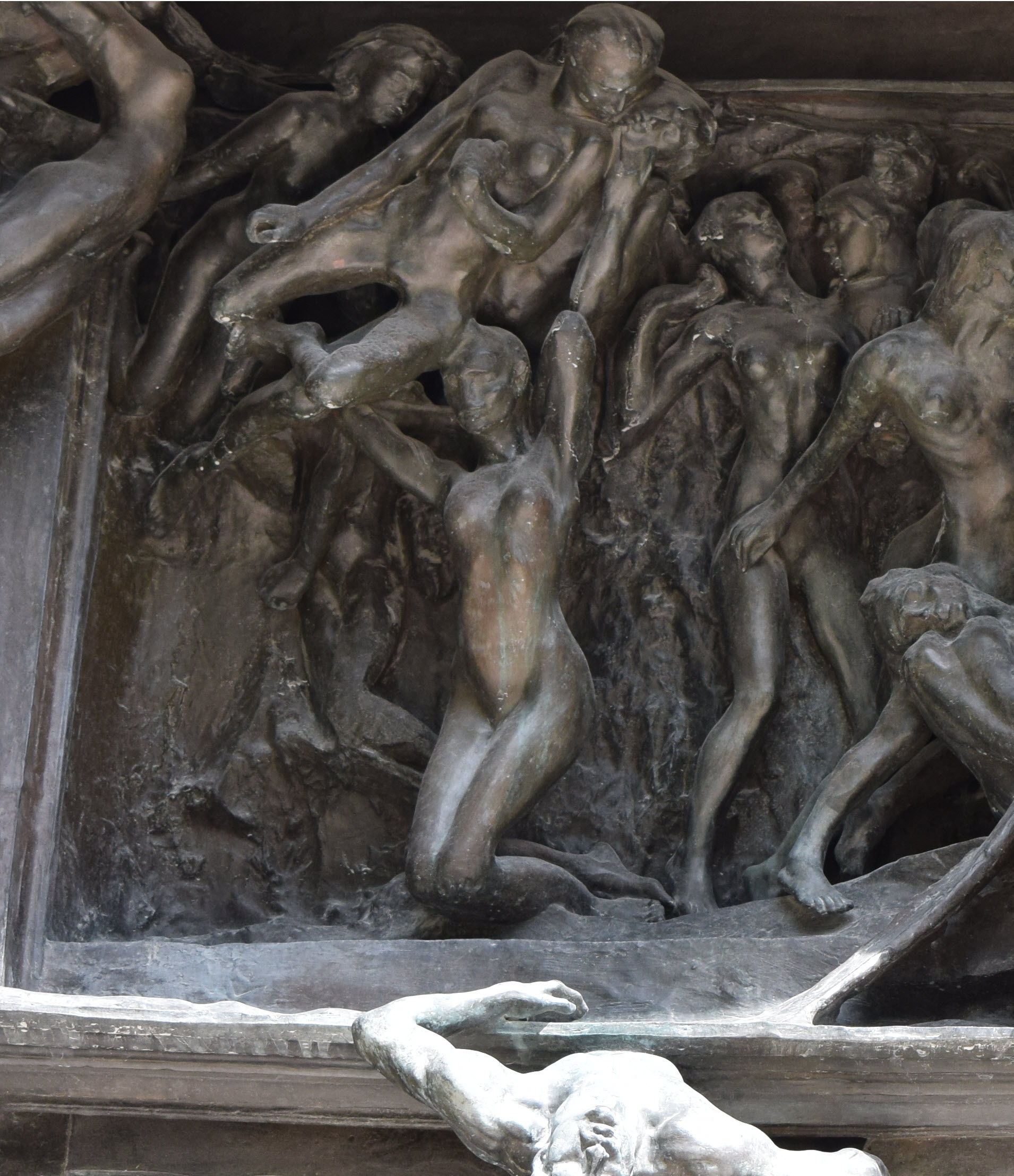
《跪著的女牧神》

《地獄之門》的靈感來源包括兩個文學作品：但丁·阿利吉耶里的《神曲》和詩人夏尔·波德莱尔的《恶之花》。羅丹在雕塑中重塑了地獄，並將自己對於地獄概念呈現擬人化。部分原在《地獄之門》分描繪詩歌的雕塑在日後被羅丹放大，成為獨立的雕塑創作，包括下列如下：
- 《沉思者》：又稱詩人，該雕像位於龕楣上方，一種解釋表明，它可能代表但丁俯視《地獄篇》中的人物。另一種解釋是，思想者是羅丹本人在思考他的作品。其他人則認為這個人物可能是亞當，他正在思考由於他的罪而給人類所帶來的毀滅。

- 《吻（雕塑）（英语：The_Kiss_(Rodin_sculpture)）》：原本與其他描繪《保羅和弗朗西斯卡》的雕像一同放在《地獄之門》上。羅丹最初想要表現他們最初的喜悅以及最終的詛咒。由於似乎與其他受苦的人物相衝突，因此《吻》雕像在最後被刪除了。

- 《烏戈利諾和他的孩子們（英语：Ugolino_and_His_Sons_(Rodin)）》：該雕像描繪了傳說中的烏戈利諾伯爵（英语：Ugolino_della_Gherardesca），他因飢餓而食用自己孩子的屍體。後於1882年作為單獨的青銅鑄造。

- 《三個陰影（英语：The_Three_Shades）》：原高98厘米。1899年鑄造，該三個人物原本指向但丁《神曲》中《地獄篇III》「放棄希望，進入此地」的短語。[10]

- 《飛逝的愛（英语：Fugitive_Love）》：代表保羅和弗朗西斯卡的雕塑之一。

- 《保羅和弗朗西絲卡（英语：Francesca_da_Rimini）》：描繪了試圖接近弗朗西絲卡的保羅。

- 《冥想（雕塑）（英语：Meditation_(sculpture)）》：出現在龕楣最右邊，1896年另外鑄造一個放大版本的雕塑。

- 《老妓女》：1910年製作的青銅鑄像，描繪一個裸體的老年女性。[11]

- 《被石頭壓倒的凱瑞亞人》：基於左立柱頂部的形象，羅丹在1881年將其放大，並給予她一塊石頭。

- 《我很美麗（英语：I_am_beautiful_(Auguste_Rodin)）》：是第二批形象中最右側的一個，後於1882年鑄造製作成獨立雕像。

- 《永恆的春天（英语：Eternal_Springtime）》：於1884年鑄造，該雕塑存在多個獨立版本，包括大理石和青銅。

- 《絕望（雕塑）（英语：Despair_(sculpture)）》：在左右門板上以不同版本出現

- 《跪著的女牧神（英语：Kneeling_Female_Faun）》：於1887年首次鑄造，位於浮雕前方。

至於《亞當和夏娃》的作品，羅丹原本在《地獄之門》外另外製作亞當和夏娃的獨立雕塑，但由於夏娃的形象難以把握，因此製作了多個夏娃的形象，但最終都未使用，並被出售。
波德萊爾的影響則出現在人物姿勢的蜿蜒曲折中。部分雕像主要由女性組成，她們的絕望以誘人的方式表達出來。值得一提的是，在1887年至1888年間，羅丹曾為《惡之花》的第一版繪製了插圖，該書當時屬於藏書家伽利瑪。這本書於1931年被羅丹博物館收藏。此外，羅丹的靈感還來自米開朗基羅的壁畫《最後的審判》、欧仁·德拉克罗瓦的畫作《但丁的帆船》和歐諾黑·德·巴爾札克的詩集《人間喜劇》。
此外，透過《地獄之門》上眾多對於「保羅和弗朗西絲卡」的體現，也可知羅丹試圖想在《地獄之門》做出一個關於愛與譴責的偉大寓言。鑑《地獄之門》能夠透過雕塑展現著浪漫主義和象徵主義，與當時盛行的印象派的相距甚遠，然而，由於《地獄之門》對於使用光影浮現立體的影響，以及藝術本身的價值性和羅丹個人親和力的關注，《地獄之門》在當時也受到印象派代表的興趣。

## 評價

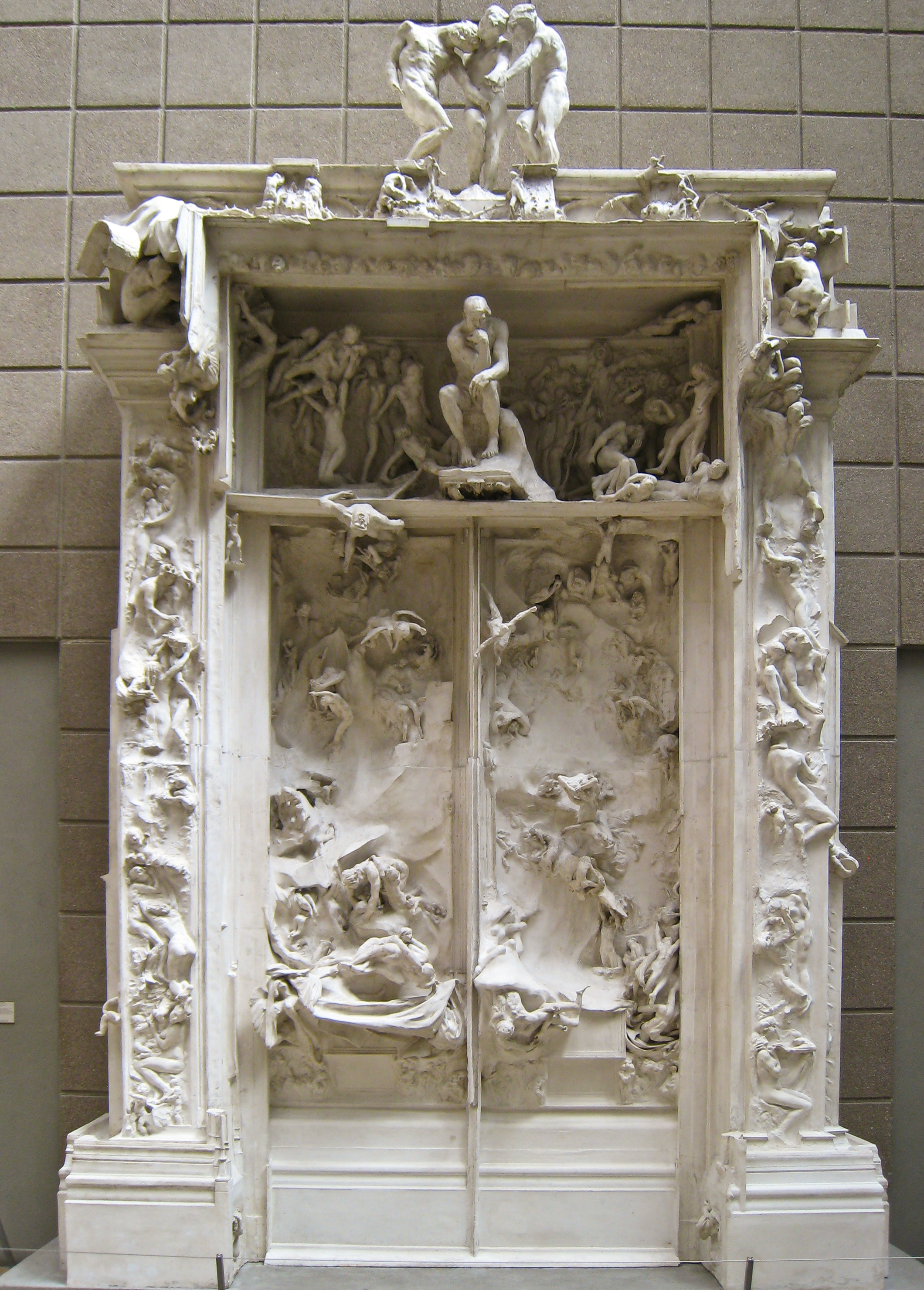
1880-1917年由羅丹製作的《地獄之門》原作雕塑（石膏），在之後展示於奥赛博物馆

《地獄之門》的第一個文學描述可以追溯到1885年，當時作家奧克塔夫·米爾博在法國報紙上用令人難忘的文字來描述它。第一份視覺文件可追溯到1887年，是威廉·埃爾伯恩所繪製。從這些開始，各種對於《地獄之門》的評論接踵而至。
羅丹唯一一次向公眾展示《地獄之門》是在1900年世界博览会期間。他在展覽的「魂閣廳」保留了一個特定的空間進行展示。然而展出的《地獄之門》的主要雕塑則被移除。取而代之的是僅在基座上標注雕塑角色的原位置，以供作為參考。在該博覽會期間，有許多不同的解讀試圖為羅丹的決定辯解。有人認為羅丹的美學發展成更為抽象的形式；其他解釋則將這種選擇視為因製作時間不足而倉促展示。羅丹在此事並未清楚地解釋他將《地獄之門》雕塑撤除的用意為何。
羅丹在1916年將《地獄之門》未完成的石膏原作捐贈給法國政府，法國政府隨後成立的羅丹美術館，館長萊昂斯·班內蒂特的安排將《地獄之門》安置於博物館，在班內蒂特的指導下，博物館與羅丹達成協議，根據1900年的石膏模型中以及1889年模型的模具完成了《地獄之門》的最終石膏版本。根據館長的說法：「這是羅丹的第一個偉大的紀念性作品，他後來可以公正地否定其造形構思；但他在這個作品中大量地表現了他的才華，甚至到了重新重視它，作為他之後創作靈感主要來源的地步。」
石膏的最終版本保存在巴黎的奥赛博物馆，第一個青銅版本是在1920年代中期由羅丹博物館製作，隨後在世界各個國家/地區展示七個版本。

## 青銅版本
當前世界共有八個《地獄之門》青銅版本，前四個鑄件由萊魯迪爾鑄造廠使用砂型鑄造法製成：
- 美國賓夕法尼亞州費城羅丹博物館[15]
- 法國巴黎羅丹美術館[16][17]
- 日本東京國立西洋美術館[18][19]
- 瑞士蘇黎世蘇黎世美術館[20]

隨後，羅丹博物館製作了其他青銅版本。由顧拜旦鑄造廠採用失蠟法製成：

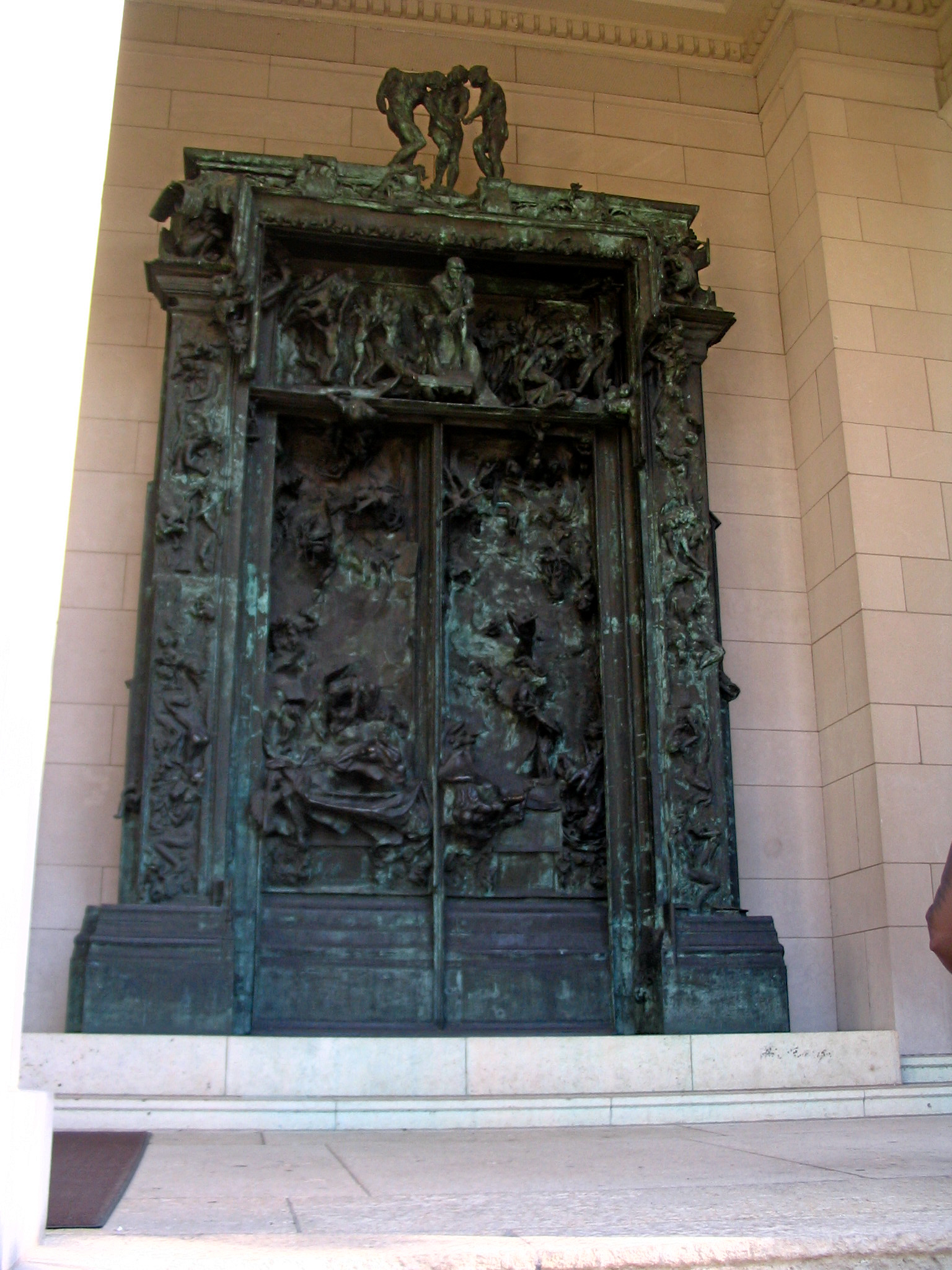
費城
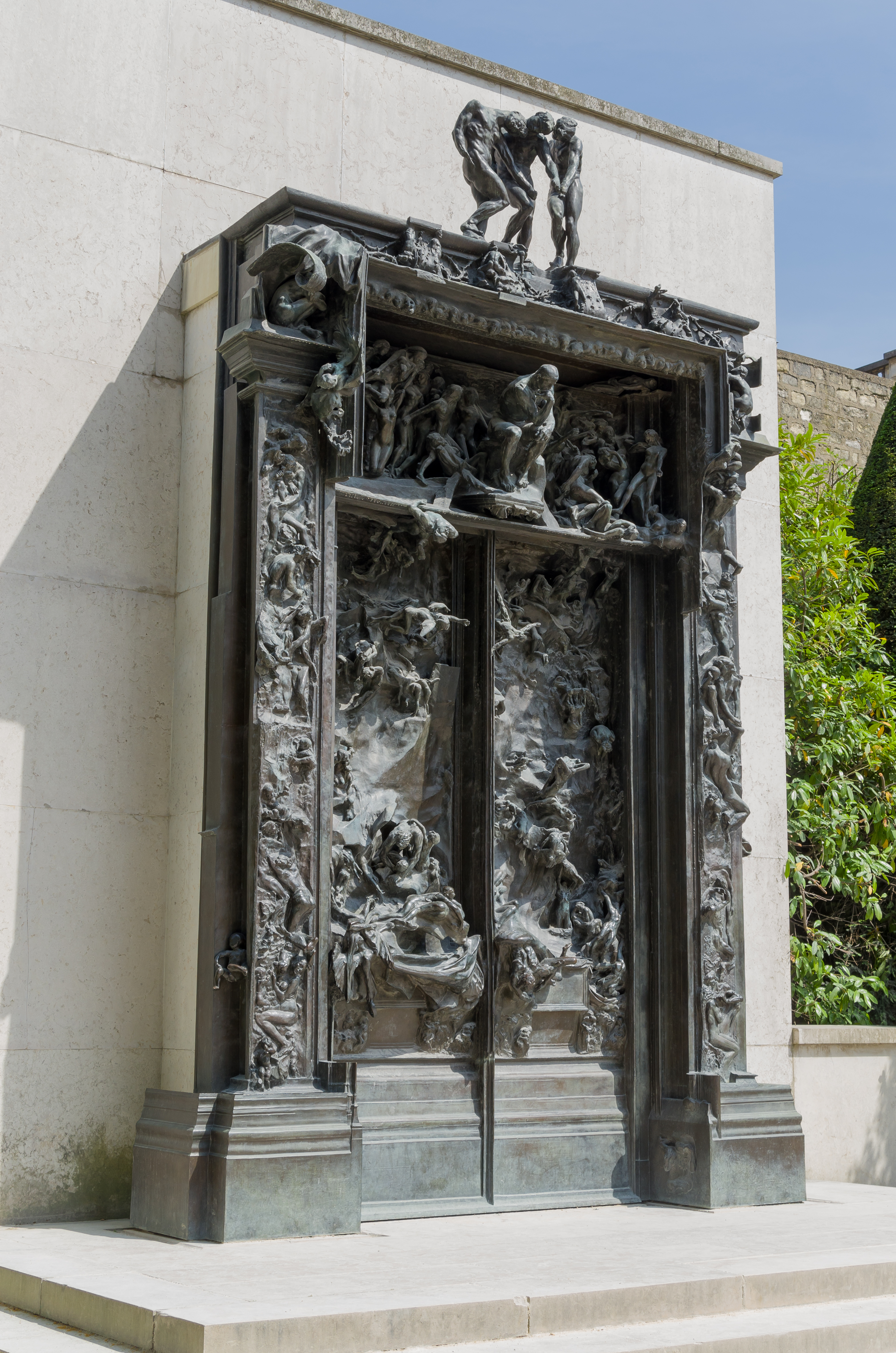
巴黎
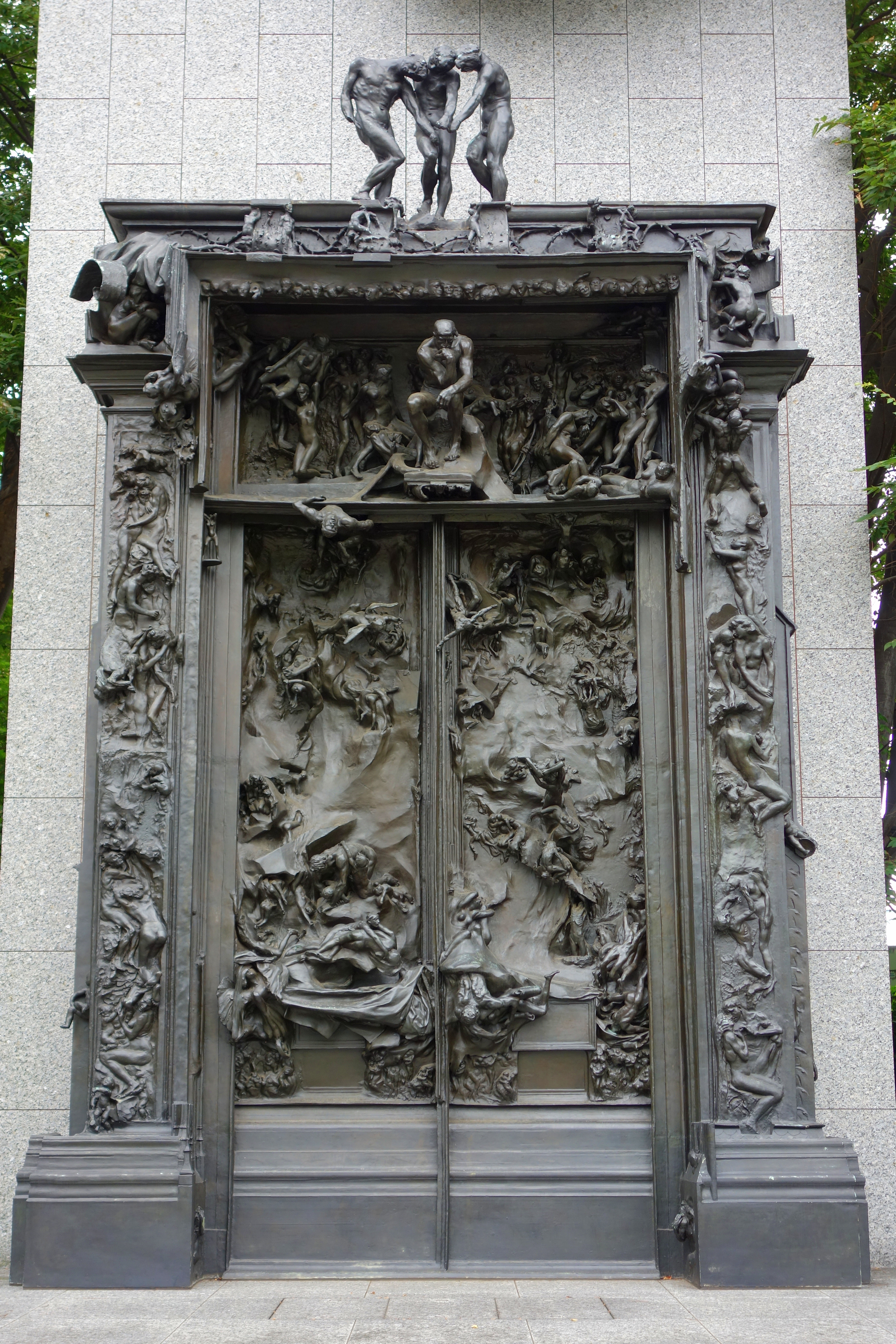
東京
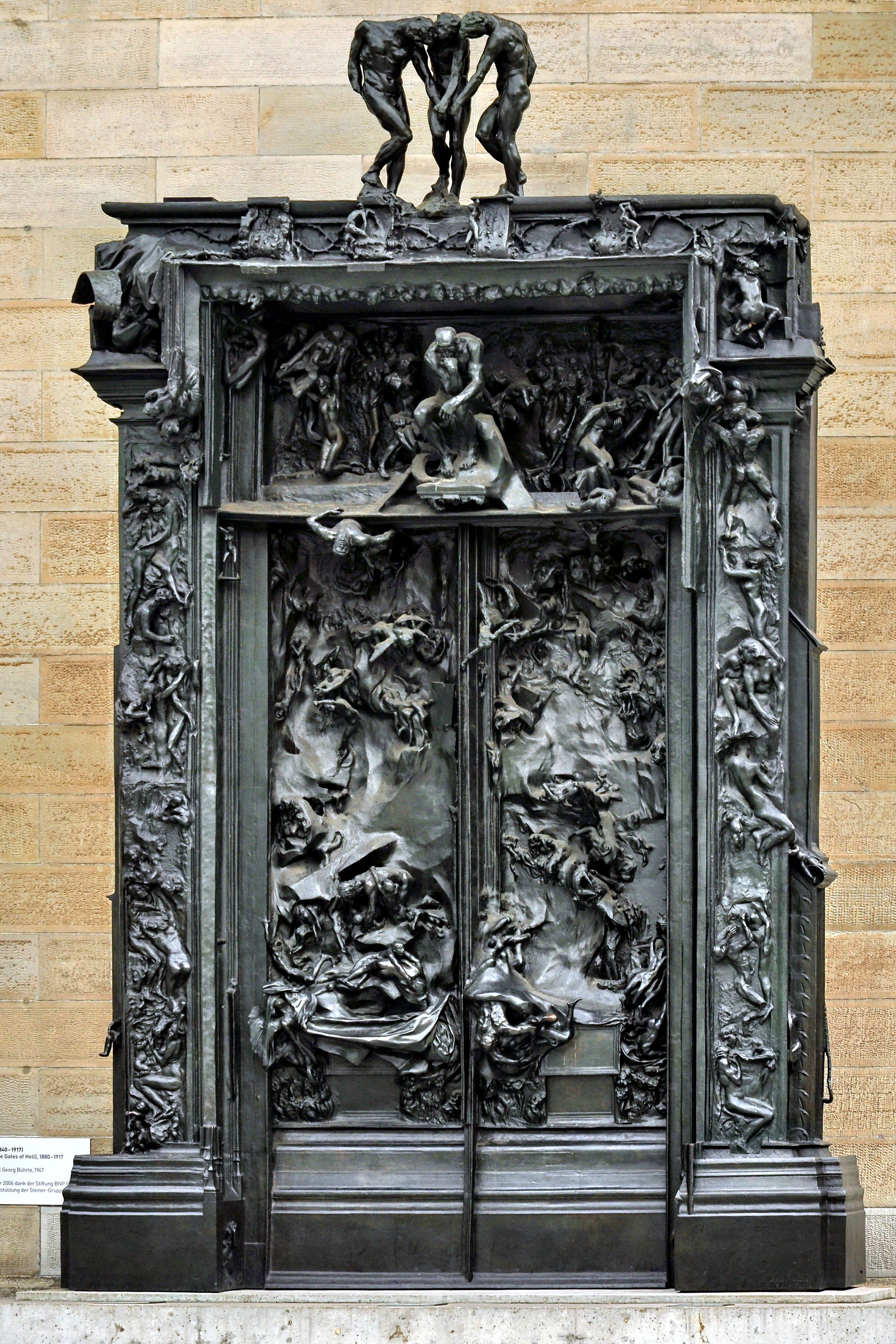
蘇黎世
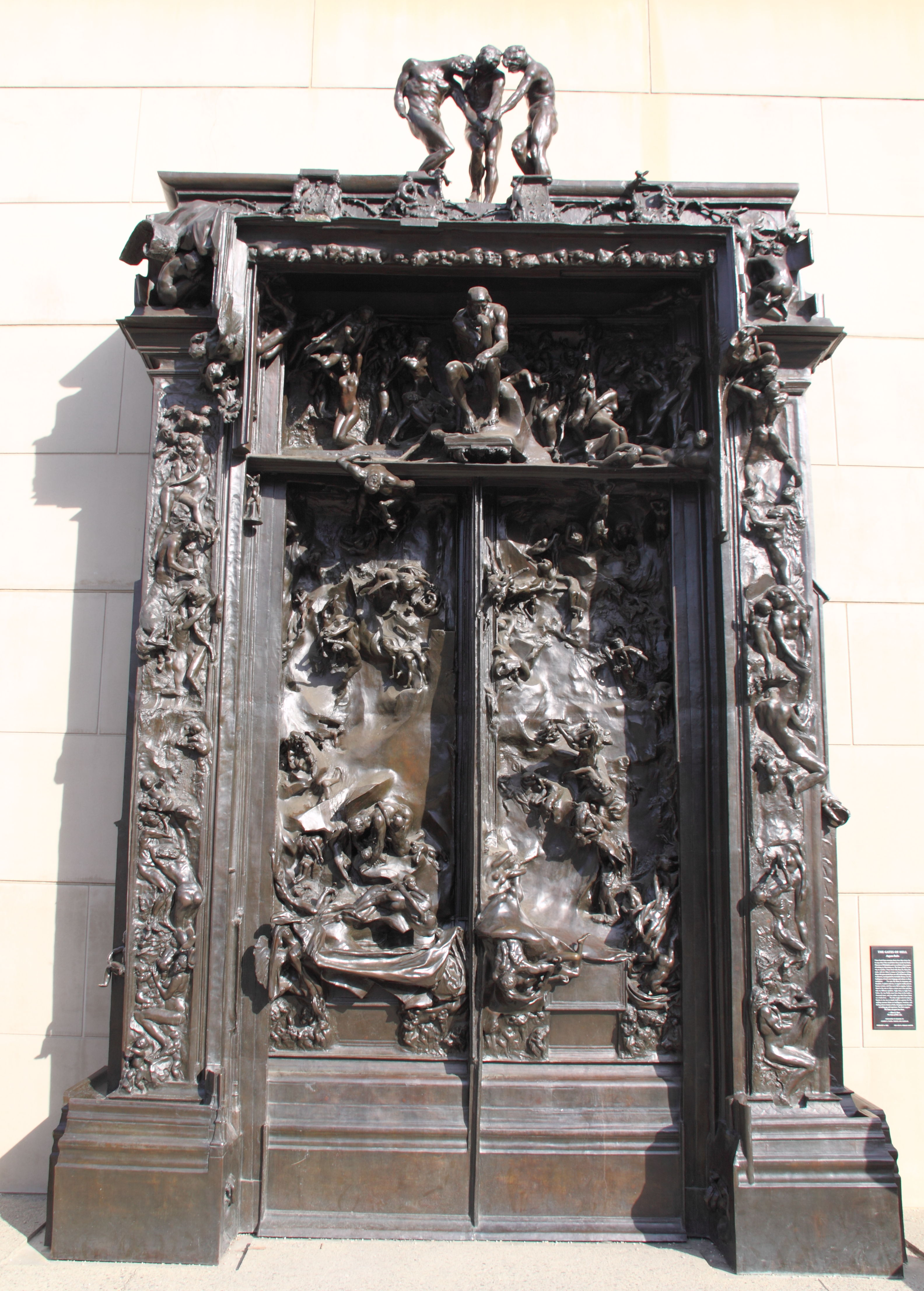
美國加利福尼亚州史丹佛大學康托藝術中心（英语：Cantor_Arts_Center）
- 韓國京畿道龍仁市湖巖美術館[22]
- 日本靜岡縣靜岡市靜岡縣立美術館[23][24]
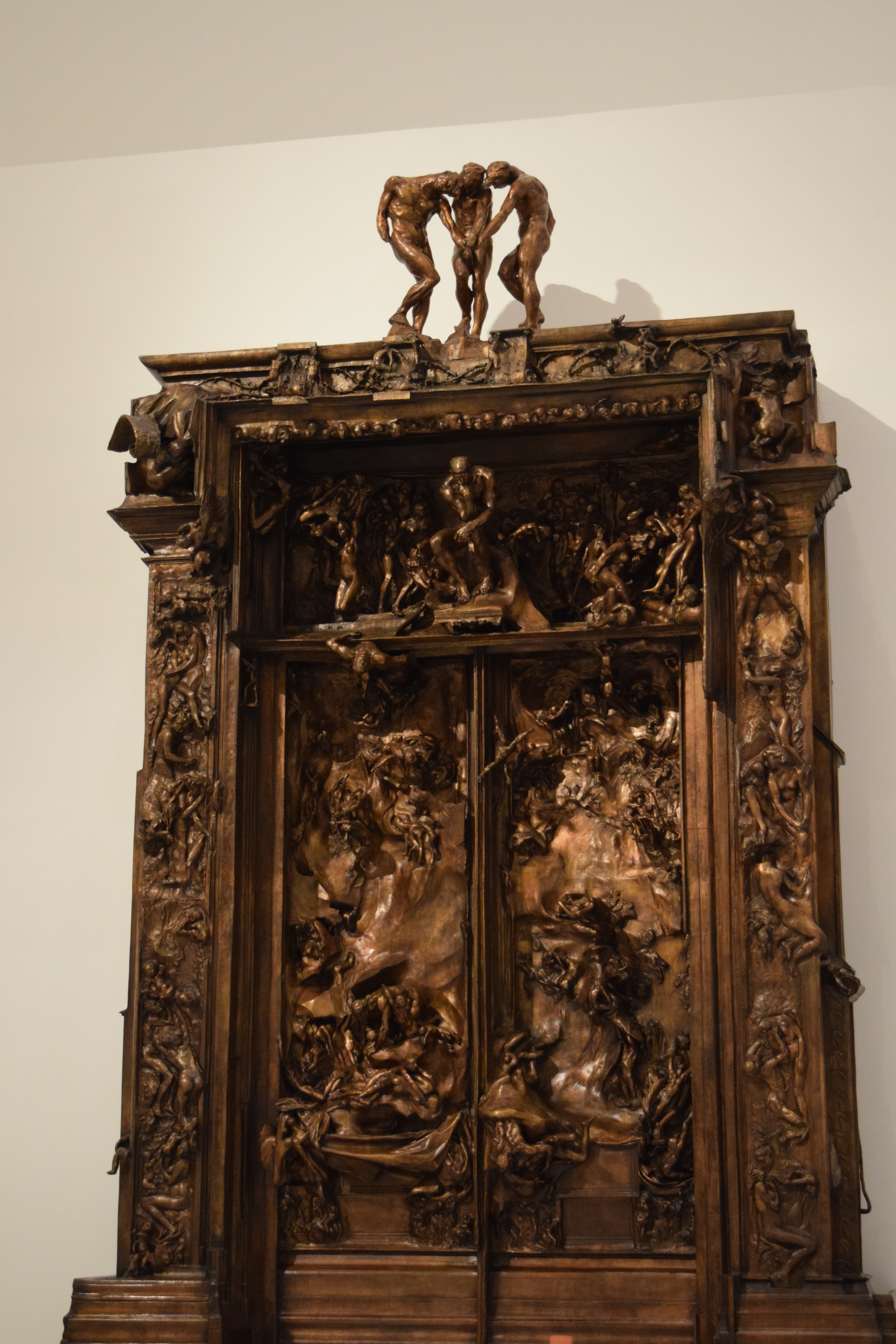
墨西哥墨西哥城索馬亞博物館

- 費城
- 巴黎
- 東京
- 蘇黎世
- 史丹佛大學
- 墨西哥城

## 外部連結
- 维基共享资源上的相關多媒體資源：The Gates of Hell
- La Porte de l'Enfer （页面存档备份，存于）, a tool for exploring The Gates of Hell by the Musée Rodin
- Rodin: The B. Gerald Cantor Collection （页面存档备份，存于）, a full text exhibition catalog from The Metropolitan Museum of Art, which contains material on The Gates of Hell
- Octave Mirbeau, « Auguste Rodin » （页面存档备份，存于）.
- The Gates of Hell, 康托藝術中心、史丹佛大學, Object Number 1985.86, bronze cast No. 5.